# Richard Castle
Richard Edgar Alexander Rodgers Castle è un personaggio immaginario protagonista della serie TV Castle; è un famoso scrittore di romanzi gialli che lavora come consulente per la polizia di New York. È interpretato da Nathan Fillion. Alcune opere scritte da Castle nella finzione sono realmente uscite come pseudobiblia, scritti da ghostwriter a nome proprio "Richard Castle".

## Biografia
Rick Castle nasce nel 1972. È un autore di best seller gialli che, dopo aver fatto morire il personaggio più famoso da lui creato, Derrick Storm, nell'ultimo romanzo, è in piena crisi creativa, non riuscendo più a portare a termine un libro. In questo frangente viene chiamato dalla detective del NYPD, Kate Beckett, a collaborare alla risoluzione di una serie di omicidi, che sembrano essere eseguiti ricalcando le scene del crimine descritte nei suoi romanzi. Rinfrancato da questa nuova esperienza, Richard Castle riesce ad affiancare la detective in pianta stabile come consulente della polizia, e da questa collaborazione nasce l'idea per il nuovo personaggio protagonista dei libri dello scrittore, la detective Nikki Heat, modellata su Kate. Dopo le prime avversità, i due protagonisti diventano una coppia affiatata dapprima sul lavoro e successivamente anche nella vita privata.
È figlio di una spia del servizio segreto statunitense che, di nascosto, l'ha aiutato in molti modi a partire dalla giovane età: è merito del padre, di cui ignorava l'identità, se per esempio ha deciso d'intraprendere la carriera di scrittore. Ricco, sicuro di se, donnaiolo e bambinone, Castle è uno dei personaggi di rilievo di New York con una notevole esperienza riguardo agli omicidi e conoscenze con personaggi importati in tutto il mondo da colleghi a boss della malavita. Nonostante la sua ricchezza e una fedina penale sporca a causa di alcune sue bravate, Richard è un uomo onesto e un buon padre nei confronti di sua figlia Alexis con cui ha un ottimo rapporto, ma è dotato di sangue freddo nel momento in cui la vita di chi ama è in pericolo. Nonostante sia ricco, Castle ha avuto un'infanzia difficile dovendo crescere senza un padre e spostarsi in lungo e in largo a causa del lavoro della madre; infine all'età di undici anni è stato testimone di un omicidio, cosa di cui non parlerà con nessuno fino alla ricomparsa dell'assassino, che, per salvarsi la vita, ucciderà lui stesso. Dal momento in cui diventa l'assistente di Beckett porterà un'aria nuova nella risoluzione degli omicidi e nella vita della bella detective che all'inizio non riusciva a sopportare. Inizialmente il suo aiuto doveva essere limitato nel consigliare i suoi nuovi colleghi ma la determinazione e i sentimenti che inizia a provare per Beckett lo porteranno ad agire sul campo proteggendosi a vicenda. Fin dall'inizio Castle prova una certa attrazione nei confronti di Beckett che col tempo si trasformerà in amore ricambiato in parte da lei. Col passare degli anni Castle e Beckett vivono dei continui alti e bassi fino alla terza stagione in cui Kate viene colpita da un cecchino e Castle disperato dichiara il suo amore. Sopravvissuta al colpo Kate, ancora traumatizzata, fingerà di aver dimenticato tutto ciò che era successo e dopo alcuni mesi la collaborazione tra i due ricomincia, ma il loro temporeggiare riguardo ai propri sentimenti arriva al capolinea quando Kate ammette di essere innamorata di Castle e commette un errore (durante un interrogatorio si lascia sfuggire che ricordava tutto di quel giorno) ferendo i sentimenti dello scrittore.
Dopo quell'episodio Castle, convinto che il futuro con Kate che aveva sperato non avrà mai inizio (e inconsapevole che Beckett è prossima a dirgli tutto quello che prova e che fingeva di non ricordare perché aveva paura), comincia ad evitare Kate, uscire con altre donne e affiancarsi a un poliziotto che metterà a repentaglio la sua vita. Nel penultimo episodio della quarta stagione Castle decide di andarsene dal distretto per sempre ma, dopo che Kate ha rivelato che il "muro" che l'aveva resa così fredda per tutto questo tempo stava per crollare, Castle cambia idea. Dopo essere arrivati a un punto cruciale sul caso dell'omicidio della madre di Beckett in cui Castle tenta di dissuaderla per proteggerla, arrivano a litigare, e lui ancora una volta le dichiarerà il suo amore ottenendo solo la collera della detective. Dopo aver rischiato di morire, Kate capirà che l'unica cosa che vuole è Castle, raggiungendolo a casa sua e dichiarandogli a sua volta l'amore che prova per lui. Nella quinta e sesta stagione Castle e Beckett saranno una coppia ufficiale fino al loro fidanzamento e alla sua scomparsa per due mesi. Privo dei ricordi del periodo in cui era sparito riprende la sua vita con varie difficoltà fino al momento in cui rifarà la proposta di matrimonio a Beckett per poi sposarla lo stesso giorno negli Hamptons. Castle finalmente dopo aver indagato sulla sua scomparsa scoprirà di essere stato preso dalla CIA per recuperare un uomo che conosceva i movimenti di Al-Quaeda e gli verrà rivelato che grazie a lui centinaia di migliaia di vite sono salve.

## Opere
Alcune opere scritte da Castle nella finzione sono realmente uscite come pseudobiblium, scritti da dei ghost-writer a nome proprio "Richard Castle".
- In a Hail of Bullets
- Death of a Prom Queen
- Flowers For Your Grave
- Hell Hath No Fury
- A Skull at Springtime
- At Dusk We Die
- When It Comes to Slaughter
- A Rose for Everafter
- Kissed and Killed
- One Bullet One Heart

Serie su Derrick Storm
- Gathering Storm
- A Calm Before Storm
- Storm's Last Stand
- Storm Season
- Storm Rising
- Unholy Storm
- Storm Warning
- Storm's Break
- Storm Approaching
- Driving Storm
- Storm Fall
- Trilogia di ebook (2012)
  - A Brewing Storm
  - A Raging Storm
  - A Bloody Storm
- Storm Front (2013)
- Wild Storm (2014)

Graphic novel
- Deadly Storm (2011)
- Storm Season (2012)
- A Calm Before Storm (2013)
- Unholy Storm (2014)

Serie su Nikki Heat
- Heat Wave (2009)
- Naked Heat (2010)
- Heat Rises (2011)
- Frozen Heat (2012)
- Deadly Heat (2013)
- Raging Heat (2014)
- Driving Heat (2015)
- High Heat (2016)
- Heat Storm (2017)
- Crashing Heat (2019)